# The Redemption Vol. 3: Memorial Day Weekend 2005
The Redemption Vol. 3: Memorial Day Weekend 2005 to trzeci mixtape autorstwa Big Mike’a i grupy hip-hopowej Ruff Ryders. Wydany w roku 2005. Występują na nim takie gwiazdy jak DMX, Mariah Carey, Jadakiss i Drag-On.
- "Pump Ya Fist" to singel promujący płytę DMX-a "Here We Go Again".
- "What You Want" zostało przeniesione na "The Redemption Vol. 4".
- "The Industry" pochodzi z płyty "Gangsta Breed" Dame’a Grease’a
- "Deep Cover" opiera się na podkładzie z "Deep Cover" Dr. Dre.
- "Quiet Storm" opiera się na podkładzie z "Quiet Storm" Mobb Deep.
- "Give ’em What They Want" to singel promujący płytę DMXa "Here We Go Again".
- "Let’s Go" opiera się na podkładzie z "Let’s Go" Trick Daddy’ego.
- "Ryder Stomp" opiera się na podkładzie z "Stomp" Young Bucka.

## Lista utworów
W każdym utworze występuje Big Mike.
| #  | Tytuł                        | Występujący | Długość |
| -- | ---------------------------- | --- | ------- |
| 1  | "Pump Ya Fist"               | - Intro: DMX - Refren: Swizz Beatz - Wszystkie zwrotki: DMX - Outro: Swizz Beatz | 4:36    |
| 2  | "What You Want"              | - Intro: Swizz Beatz, Infa.Red - Refren: Swizz Beatz - Pierwsza zwrotka: Infa.Red - Druga zwrotka: Cross - Trzecia zwrotka: Infa.Red & Cross, Swizz Beatz - Swizz Beatza można też usłyszeć w tle - Końcówka tego utworu zaczyna następny, "So Much More" | 3:19    |
| 3  | "So Much More Freestyle"     | Kartoon | 1:30    |
| 4  | "Next Generation Freestyle"  | Flashy | 2:32    |
| 5  | "Just a Moment Freestyle"    | Drag-On - Końcówka tego utworu zaczyna następny, "The Industry" | 1:34    |
| 6  | "The Industry"               | DMX | 3:04    |
| 7  | "Fire & Pain"                | - Refren: Sizzla - Wszystkie zwrotki: Styles P - Outro: Sizzla | 4:15    |
| 8  | "Comin' Hard"                | - Intro: Pirate - Refren: Pirate, Kartoon, Drag-On - Zwrotka: Pirate - Outro: Pirate | 2:46    |
| 9  | "Deep Cover Freestyle"       | Cross | 1:20    |
| 10 | "Quiet Storm Freestyle"      | Infa.Red | 2:50    |
| 11 | "Ruff Ryders Dynasty"        | Flashy | 2:43    |
| 12 | "Give ’em What They Want"    | DMX | 2:44    |
| 13 | "Mira Muy"                   | Pirate | 2:45    |
| 14 | "Down & Out Freestyle"       | Kartoon - Końcówka tego utworu zaczyna następny, "Let’s Go" | 1:52    |
| 15 | "Let’s Go Freestyle"         | Flashy | 2:06    |
| 16 | "Ryder Stomp"                | Drag-On | 1:44    |
| 17 | "We Belong Together (Remix)" | - Intro: Mariah Carey - Refren: Mariah Carey - Wszystkie zwrotki: Jadakiss, Styles P - Miejscami można też usłyszeć DJ-a Clue | 4:20    |
| 18 | "Que Se Puegen Puego"        | Pirate, Enemigo, Bimbo, Chyno Nyno | 4:17    |
| 19 | "Outro"                      | Big Mike |         |